# Titiotus brasiliensis
Titiotus brasiliensis är en spindelart som beskrevs av Cândido Firmino de Mello-Leitão 1915. 
Titiotus brasiliensis ingår i släktet Titiotus och familjen Tengellidae. Inga underarter finns listade i Catalogue of Life.